# Hwachae

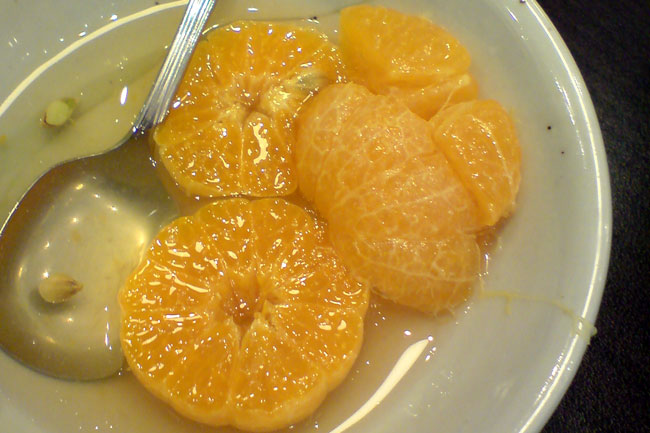
Milgam hwachae (밀감 화채) från Jeju

Hwachae (화채) är en sorts koreansk fruktbål.
Under den traditionella högtiden Dano gör man ofta Hwachae på körsbär. Efter man har plockat och rengjort körsbären doppar man dem i socker och honung för att göra dem sötare. Man lägger sedan körsbären i en bål som inkluderar vin för att skapa en fruktsallad som kan drickas. Man har ofta även i isbitar för att göra drycken ännu kallare.